# Poprzeczna Grzęda
Poprzeczna Grzęda – skała w lewych zboczach Doliny Bolechowickiej we wsi Karniowice w województwie małopolskim, w powiecie krakowskim, w gminie Zabierzów. Jest to teren Wyżyny Olkuskiej w obrębie Wyżyny Krakowsko-Częstochowskiej. Dolina Bolechowicka, wraz ze znajdującymi się w niej skałami znajduje się w obrębie Rezerwatu przyrody Wąwóz Bolechowicki, dopuszczalne jest jednak uprawianie w niej wspinaczki skalnej.
Zbudowana z wapieni Poprzeczna Grzęda znajduje się około 50 m na północ za Filarem Abazego w Bramie Bolechowickiej. Na zachodnią, południową i wschodnią stronę opada na odkryte, trawiaste dno doliny skalistymi ścianami o wysokości do 7 m. Na zachodniej ścianie są 4 drogi wspinaczkowe o trudności od III do VI.1 w skali trudności Kurtyki. Tylko na jednej z nich są 3 ringi. Droga Poprzeczna grzęda biegnie ścianą Poprzecznej Grzędy, a następnie jej grzbietem i grzbietem wyżej położonej Turni z Grotami.

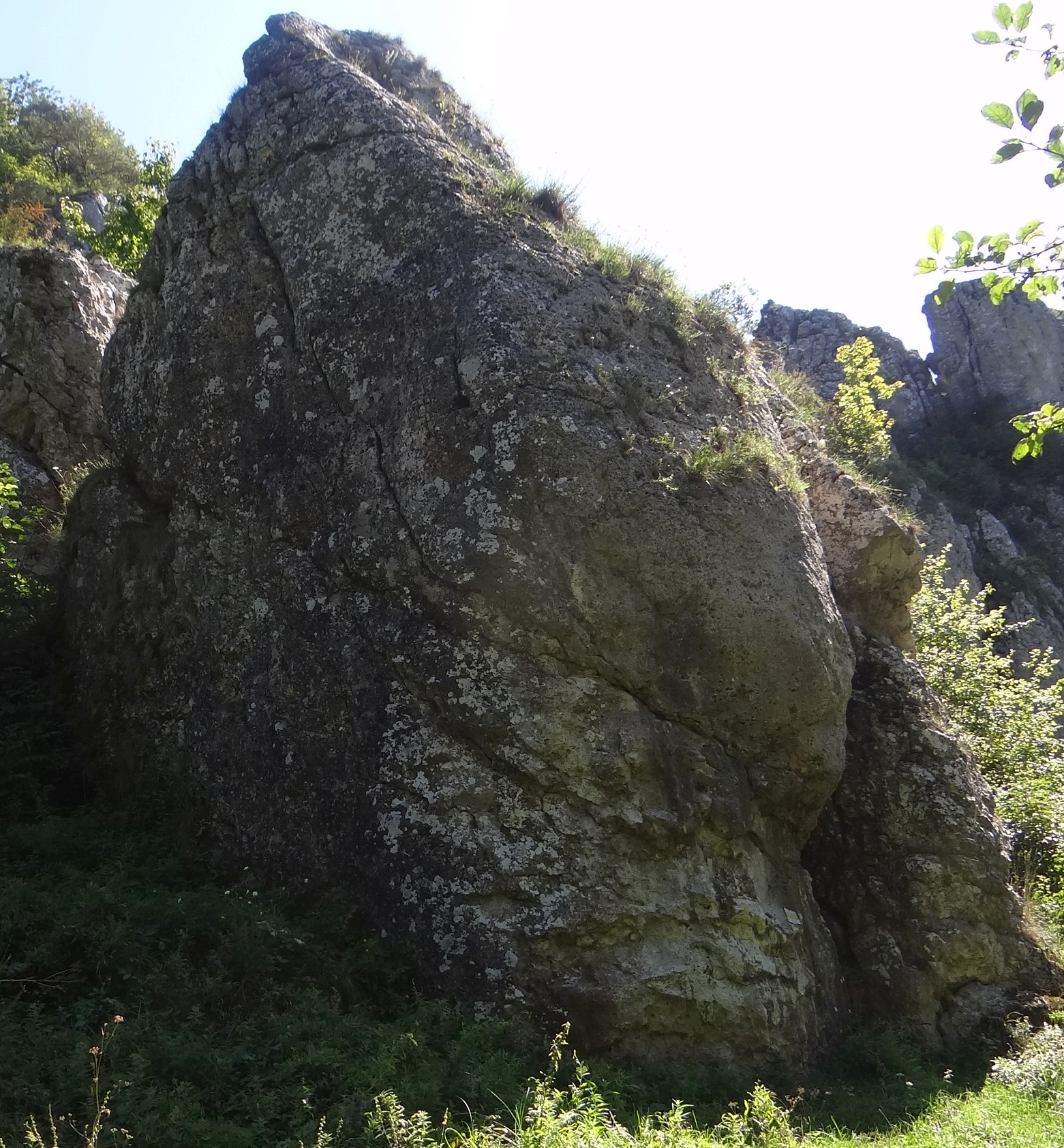
Ściana zachodnia
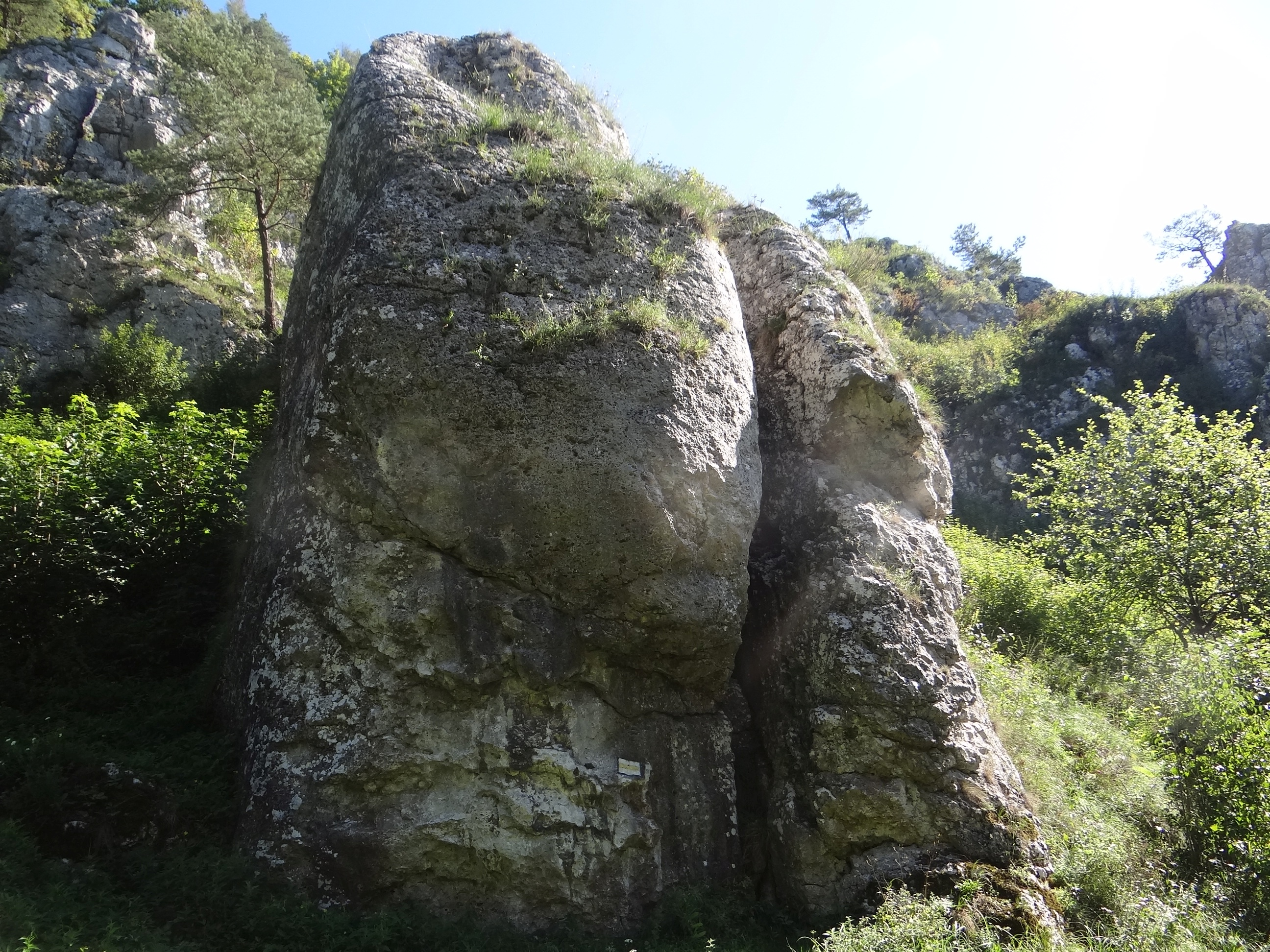
Ściana południowa
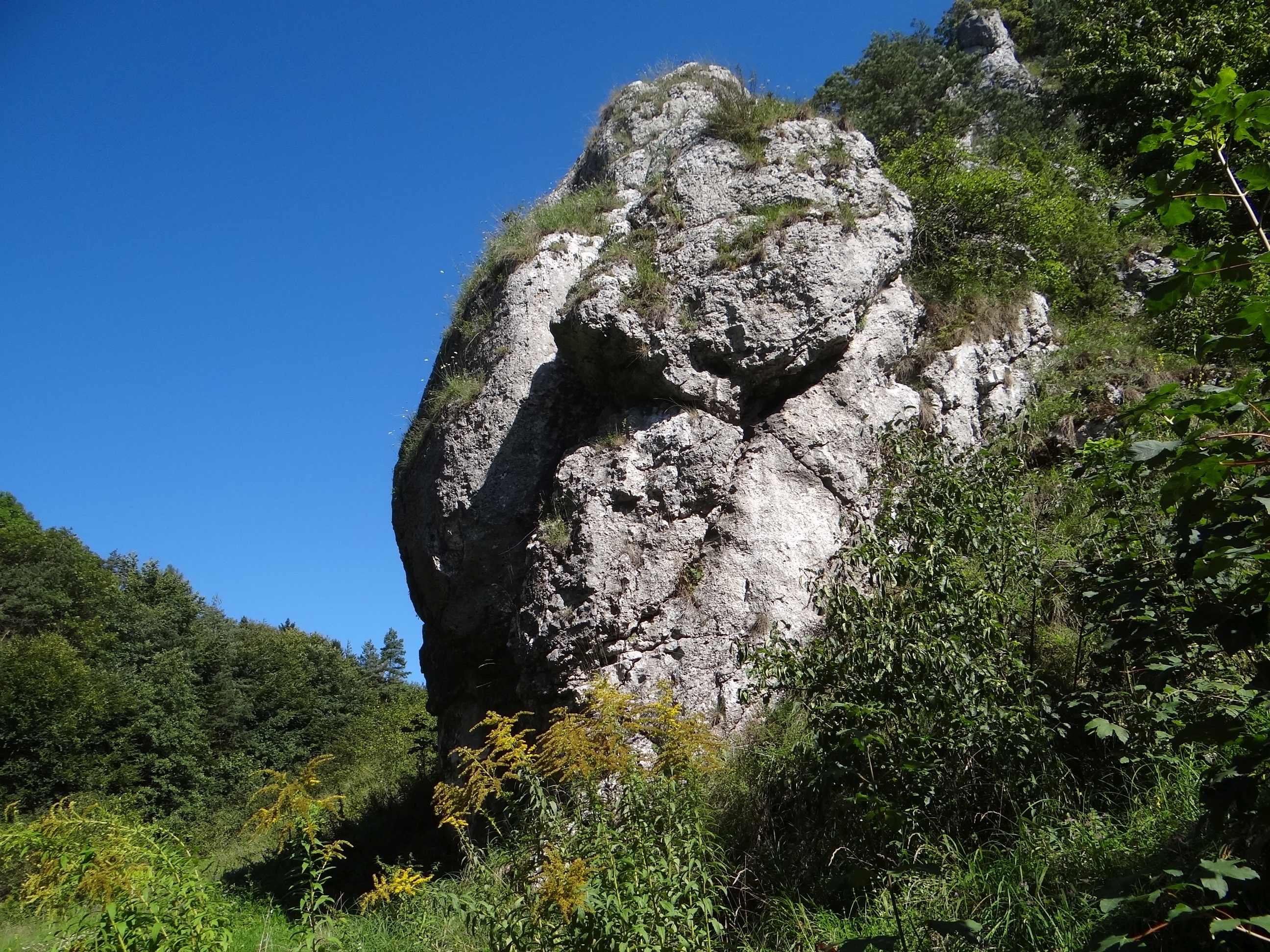
Ściana wschodnia

## Drogi wspinaczkowe
- Odleżyny w jeżynach VI, 7 m,
- Czyste sześć pięć VI.1, 7 m, 3 r,
- Środek poprzecznej grzędy VI, 7 m,
- Poprzeczna grzęda III, 30 m[4]